# Ghoulies
Ghoulies es una serie de películas estadounidenses de terror en tono humorístico, estrenadas en los años 1980 y 1990. El argumento básico de estas películas consiste en que un grupo de adoradores satánicos convocan a unas criaturas denominadas ghoulies y éstas acaban siempre encontrándose en libertad y haciendo fechorías.

## Películas

### Ghoulies
El argumento de Los Ghoulies se centra alrededor de Jonathan Graves (Peter Liapis), un joven que descubre la parafernalia sobrenatural de su difunto padre en la mansión familiar. Después, Graves trata de convocar a las fuerzas demoníacas como lo hizo su padre en orden de obtener poderes sobrenaturales. En consecuencia, arriban los pequeños "Ghoulies" y comienzan a aterrorizar a todos los participantes en el ritual.
También protagonizan la película Lisa Pelikan, Mariska Hargitay, Michael Des Barres y Jack Nance.
Originalmente iba a titularse Beasties y se pretendía que fuera dirigida por Charles Band, con efectos especiales de Stan Winston después de que ambos colaboraran en Parasite. Terminó siendo dirigida por Luca Bercovici con efectos especiales de John Carl Buechler y su compañía Mechanical and Makeup Imageries Inc. La cinta se estrenó en cines y fue distribuida por Empire Pictures en marzo de 1985, después de lo cual tuvo un éxito sorprendente en el mercado del vídeo.
Esta película representa la magia negra, el culto a Satanás y el ocultismo.
Según cuenta Charles Band en su libro Full Moon Horror Road Show, le fue asignada la tarea de manejar una gran campaña para promocionar la película. Durante una sesión de lluvia de ideas se le ocurrió la idea de tener al ghoulie apareciendo desde el inodoro. La idea fue un gran éxito y la escena fue rodada inmediatamente. Después del estreno de fin de semana llegó a su oficina una pila de cartas de odio de padres enojados porque la escena del váter había traumatizado a sus hijos. En sus comentarios para el Blu-ray de El amo de las marionetas 2, Band afirma que la idea de la escena fue de otra persona pero que de hecho a él le disgustó desde el primer momento.

### Ghoulies 2
La primera secuela fue lanzada en 1988 y muestra cómo los ghoulies siembran el caos en un parque de atracciones. Nuevamente producida por Empire Pictures, la película fue dirigida por el padre de Charles Band, Albert Band. En 2003, Ghoulies y Ghoulies II fueron lanzadas al mercado doméstico por MGM Home Entertainment en un DVD doble que incluía tráileres.

### Ghoulies 3
La tercera película vio a Buechler ocupando el asiento del director y fue lanzada directamente a vídeo en 1991 por Vestron Vídeo. Kevin McCarthy aparece como coprotagonista, y es la primera entrega de la serie en la que los ghoulies hablan. A día de hoy, un DVD R1 nunca ha sido difundido. La película supuso el debut de Matthew Lillard.

### Ghoulies 4
La cuarta y última entrega de la serie fue dirigida por Jim Wynorski y producida por Cinetel Films, y también fue lanzada directamente a vídeo en 1994 por Columbia TriStar Home Video. El Pete Liapis de la primera película volvió como Jonathan Graves, un detective que debe lidiar con un nuevo par de ghoulies. Esta entrada de la serie ha sido criticada por los fans porque los ghoulies de esta película no se parecen en nada a los de las anteriores. En lugar de los títeres habituales, el reparto está integrado por actores enanos con trajes a escala. Ghoulies IV fue lanzada en DVD en 2007 por Echo Bridge Home Entertainment.